# متحف الفجر للتراث
متحف الفجر للتراث أحد متاحف منطقة تبوك شمال المملكة العربية السعودية، يقع المتحف في محافظة تيماء , أسسه فهد بن صالح الفجر، يقع المتحف بجوار سكن المالك بمبنى تراثي من دور واحد أقيم على أرض تعرف بالنجور الطبيعية، ويتميز المتحف ببناء بوسطه عبارة عن برج وغرفة تخزين السلاح قديما يسمى قصر القلم، ويحتوي المتحف على الكثير من قطع التراث منها الاسلحة وأدوات الحرب والعملات والجلديات والقطع الخشبية وأدوات السقيا والترحال والملابس والصوفيات ونموذج مجسم لتجهيزات الدكة غرفة النوم ونموذج بالتجهيزات للسـوا المطبخ.